# Jorge Segurado
Jorge de Almeida Segurado ComC • OSE (Lisboa, 15 de octubre de 1898 – ídem, 9 de noviembre de 1990) fue un arquitecto portugués pionero en la superación del lenguaje modernista en la arquitectura portuguesa. A partir del final de la década de 1930 se unió al cambio de rumbo impuesto por el Estado Nuevo, el llamado estilo neotradicional, que practicó durante varios años, para más tarde regresar a los principios del lenguaje modernista, informado por los desarrollos más recientes de la arquitectura internacional.

## Biografía
Era hijo del ingeniero João Emílio Segurado, autor de un conjunto de libros técnicos sobre construcción. Frecuentó el Liceo Pedro Nunes. En 1913 se inscribió en el Curso Preparatorio de la Escuela de Bellas Artes de Lisboa y en 1918 en el Curso Especial de Arquitectura, que concluyó en 1924. Su formación en Bellas Artes estuvo marcada por el profesor José Luis Monteiro y por el academicismo neoclásico. Trabajó en el taller de Tertuliano de Lacerda Marques (1883-1942), antes incluso de terminar sus estudios. También trabajó con Porfírio Pardal Monteiro en la Caixa Geral de Depósitos.
Su obra inicial data de 1920 y está marcada por la herencia clásica, por la Art Déco y por la Secesión Vienesa, evolucionando hacia una progresiva simplificación modernizante. Es lo que se infiere del proyecto "geométrico y purista" del Liceo masculino de Coímbra (1929-1931), del que fue coautor junto a Carlos Ramos y Adelino Nunes. Data de esta época su participación en el I Salón de los Independientes (SNBA, 1930), incluido en un grupo de autores y de obras innovadoras, así como un largo viaje que le permitió contactar con la arquitectura modernista europea. Conoció obras de Walter Gropius en Alemania y de Dudok en Holanda; en París visitó la Exposición Colonial Internacional de 1931.
Datan de la década de 1930 los proyectos de diversas tiendas en Lisboa (Galería UP, calle Serpa Pinto; Farmacia Azevedo & Hijos, Rossio; etc.) y los ejemplos más emblemáticos de su década modernista: Casa de la Moneda, considerada "una de las más interesantes edificaciones de los años 30 portugueses"; Liceo D. Filipa de Lencastre, Lisboa (ambos con importante colaboración de António Varela).
Con un programa de utilización vasto y complejo que incluía zonas destinadas a la industria y talleres, a oficinas y equipamientos de apoyo, la Casa de la Moneda ocupa la totalidad de una parcela del Arco del Invidente, Lisboa. Segurado optó por distribuir las zonas edificadas en la periferia, dejando un vasto patio como espacio interior del recinto. El diseño global fue pensado en bisagra, con una malla geométrica organizadora; y gran parte del exterior, rodeado de pilares secuenciales a media escuadra, y revestido con ladrillos cerámicos de color verde. Varios documentos y publicaciones de la época atestiguan el impacto que este conjunto tuvo en el medio arquitectónico portugués.
Hacia el final de la década de 1930, la obra de Segurado se deja llevar por el triunfo del estilo oficial del Estado Nuevo, frecuentemente apellidado Estilo portugués suave, que determinó el "regreso a los múltiples formularios neoconservadores y tradicionalistas". Proyecta los pabellones de Portugal en las Ferias Internacionales de Nueva York y San Francisco (1939) y el núcleo de las Aldeas Portuguesas de la Exposición del Mundo Portugués de 1940. Entre otros proyectos con estas características, son destacables el Colegio de Santa Doroteia (1935-1957), Lisboa, un edificio en la calle Visconde Coriscada, Covilhã (1943), o su propia casa en la calle de San Francisco Xavier n.º 8, Ajuda, Lisboa (Premio Valmor 1947).

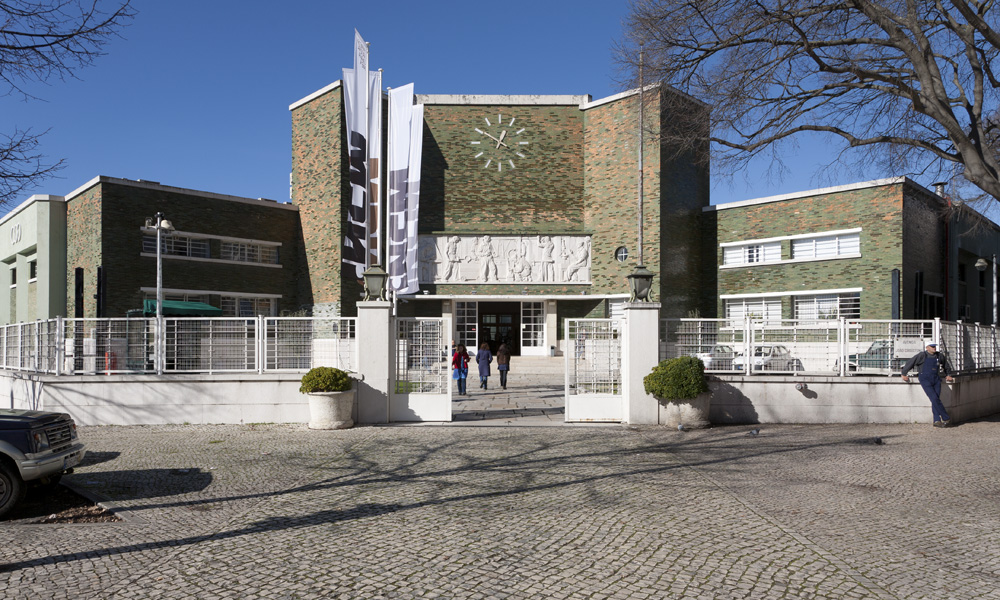
Casa de la Moneda

A lo largo de las décadas de 1940 y 1950 su trabajo alterna las opciones claramente modernistas con las de sabor más tradicional; la oscilación es manifiesta en las cerca de medio centenar de estaciones de servicio que proyecta para el monopolio Galp (neotradicional en Aljubarrota y de tipo moderno en Vilar Hermoso, ambos de 1951). Busca también compatibilizar esos valores formales de contraste en proyectos como el de la Estación Agronómica Nacional (1963), la Fábrica de Fogões Portugal, Oeiras, o en el Hostal de Sagres (1960).
Su obra del período final, poderosamente moderna, "que brilla desde su construcción como ejemplo de los más calificados espacios de vivienda plurifamiliar en el Barrio de Alvalade", en Lisboa, es el conjunto de los llamados Bloques Amarillos, en la Avenida de Brasil (en asociación con su hijo, João Carlos Segurado), donde es claro el deseo de aproximación a las propuestas de la Carta de Atenas y del urbanismo internacional más reciente.
En paralelo con la práctica de la arquitectura, se dedicó a la investigación y a la divulgación de la Historia del arte y de la arquitectura portuguesa (siglos XV y XVI; siglo XX); fue también autor de obras literarias y artísticas, habiendo realizado una exposición de dibujo y pintura en la Galería Diário de Notícias, Lisboa (1983).
En 1941 fue nombrado Oficial de la Orden Militar de Santiago de la Espada y en 1948, Comendador de la Orden Militar de Cristo.

## Algunos proyectos y obras
- 1929-30 – Liceo Júlio Henriques (actual Escuela Secundaria José Falcão), Coímbra (con Carlos Ramos y Adelino Nunes; construida en 1931-41).
- 1932-38 – Liceo D. Filipa de Lencastre, Lisboa (con António Varela).
- 1933 – Galería UP, Calle Serpa Pinto 28-30, Lisboa.
- 1933-37 – Farmacia Azevedo & Hijos, Rossio, Lisboa.
- 1934-38 – Casa de la Moneda, Lisboa.
- 1935-1957 – Colegio de Santa Doroteia, Lisboa.
- 1936-37 – Casa-clínica del Dr. Indiveri Collucci, calle de Lino D’Asunción, Paço de Arcos.
- 1939 – Pabellones de Portugal en las Ferias Internacionales de Nueva York y San Francisco, Estados Unidos.
- 1940 – Núcleo de las Aldeas Portuguesas, Exposición del Mundo Portugués, Lisboa.
- 1944 – Estudios de la Tóbis Portuguesa, Alameda de las Líneas de Torres, 144, Lisboa.
- 1947 – Casa propia en calle San Francisco Xavier, 8, Lisboa – Premio Valmor, 1947.
- 1953-67 – Edificios de la Estación Agronómica Nacional, Oeiras.
- 1957 – Conjunto de viviendas para el Montepío General, Av. de Brasil, 112-132, Lisboa.
- 1960 – Hostal del Infante D. Henrique, Sagres.

### Liceo Doña Filipa de Lencastre

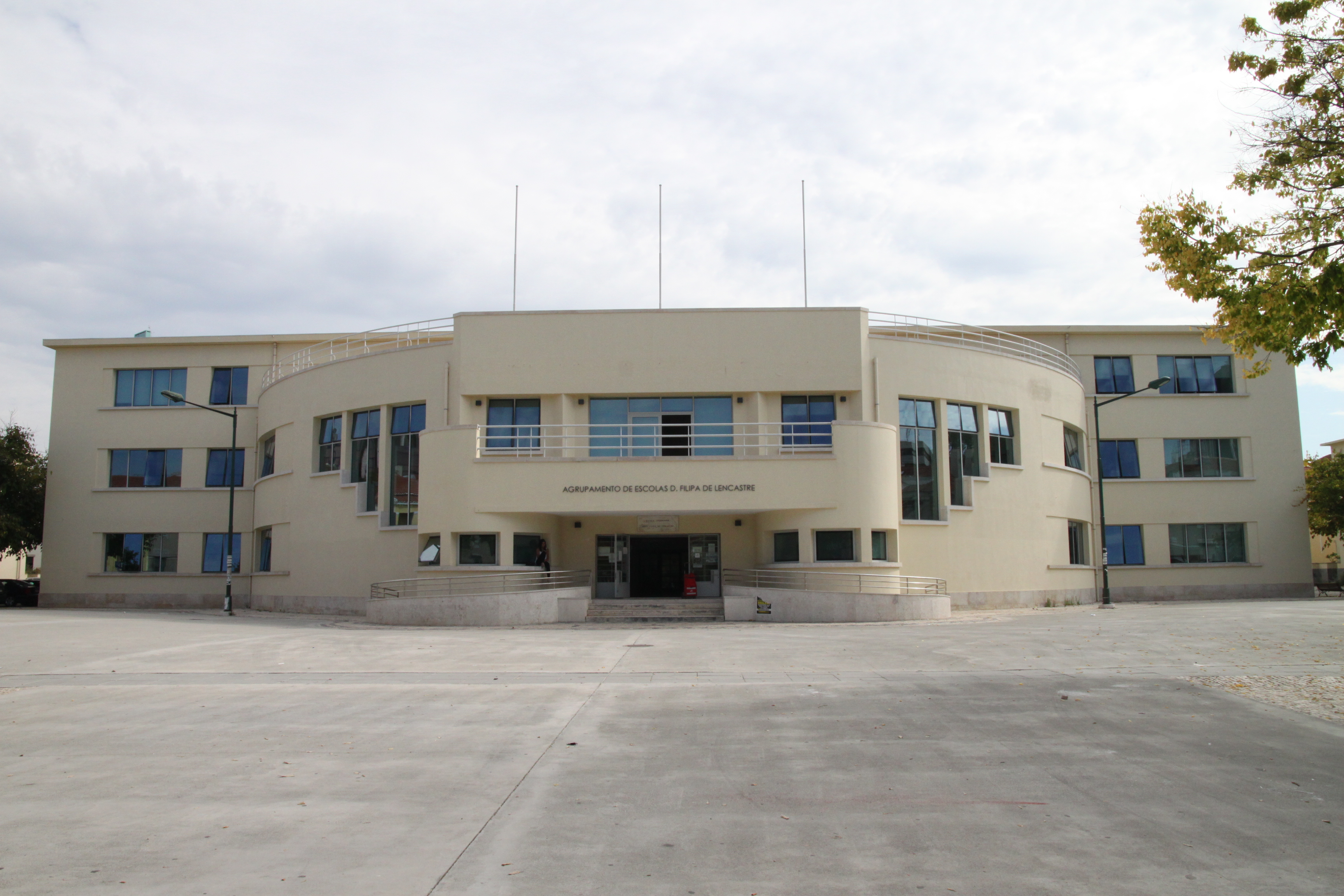
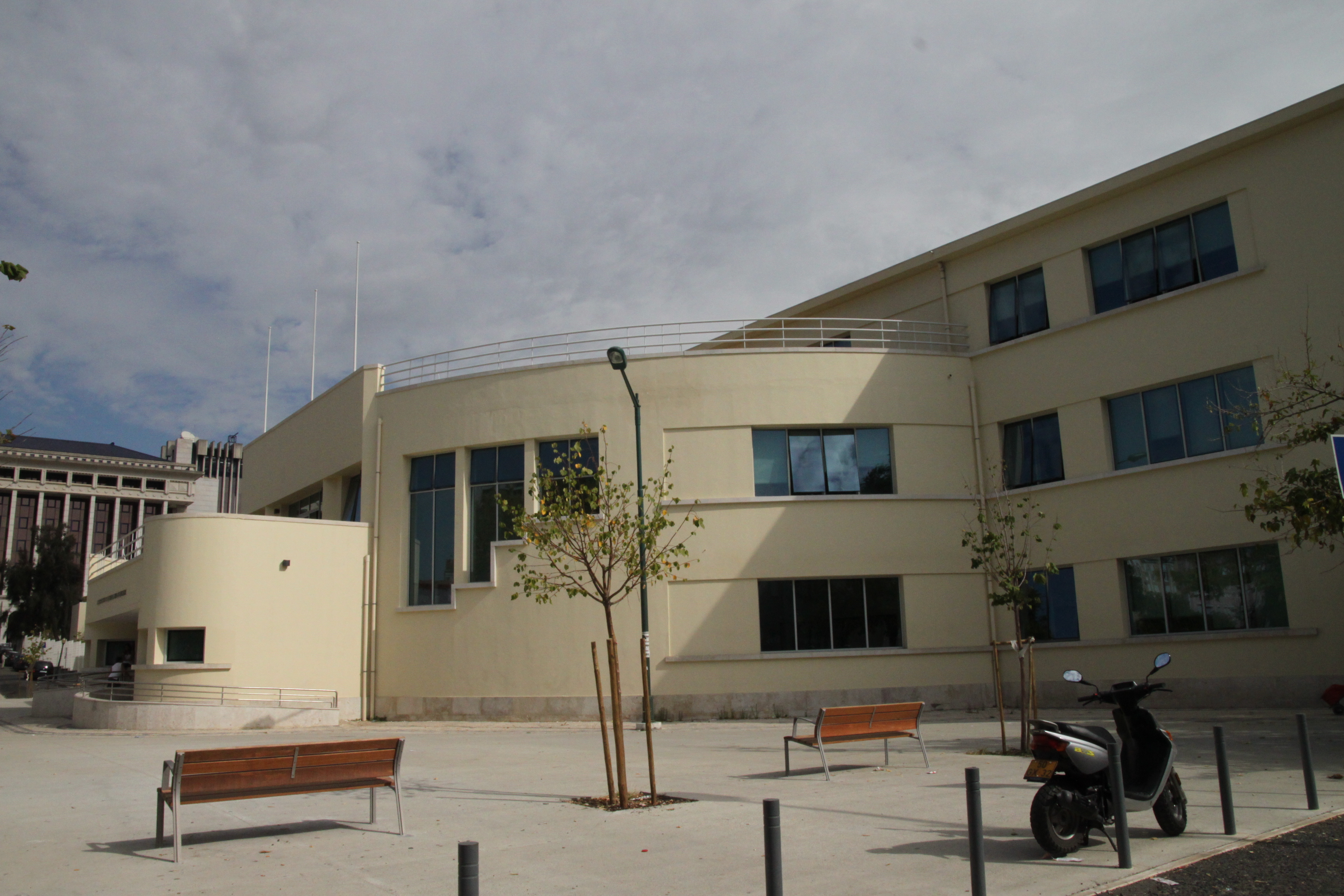

### Casa de la Moneda

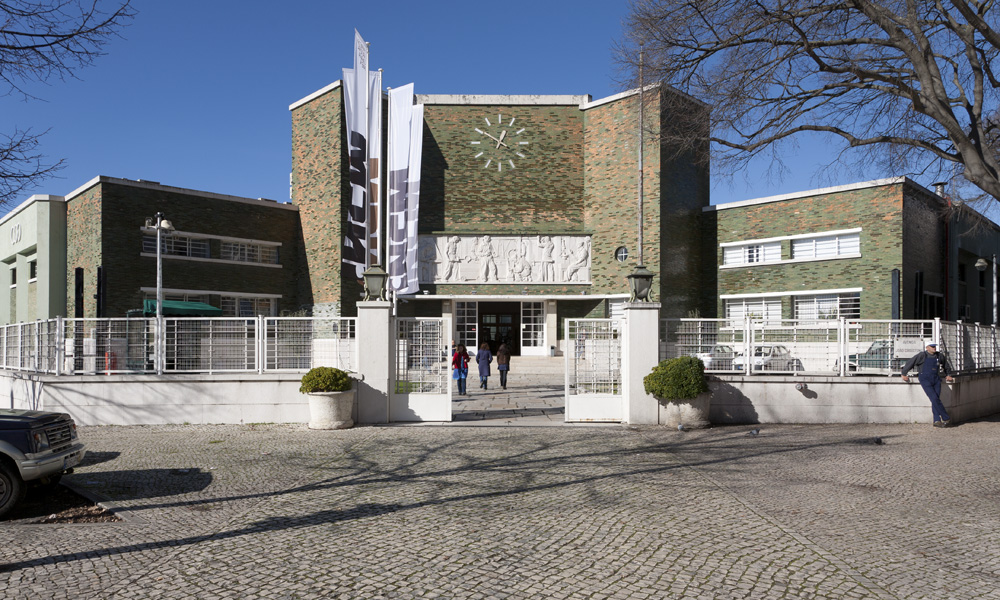
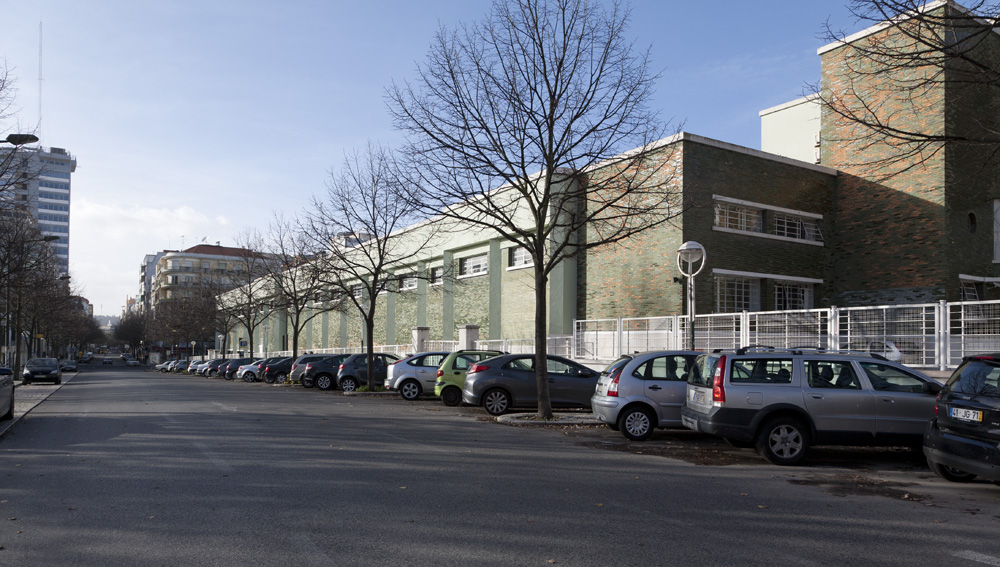
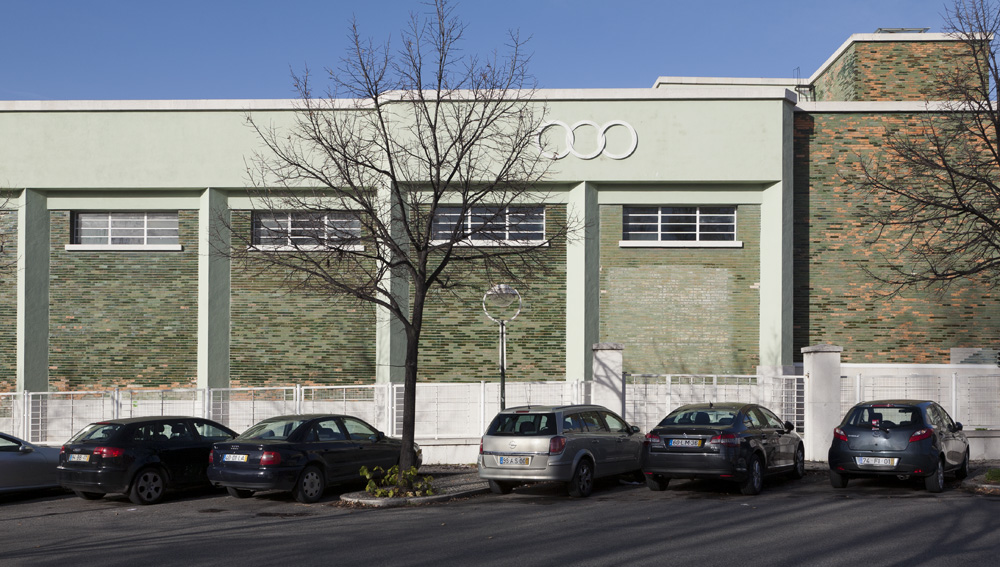
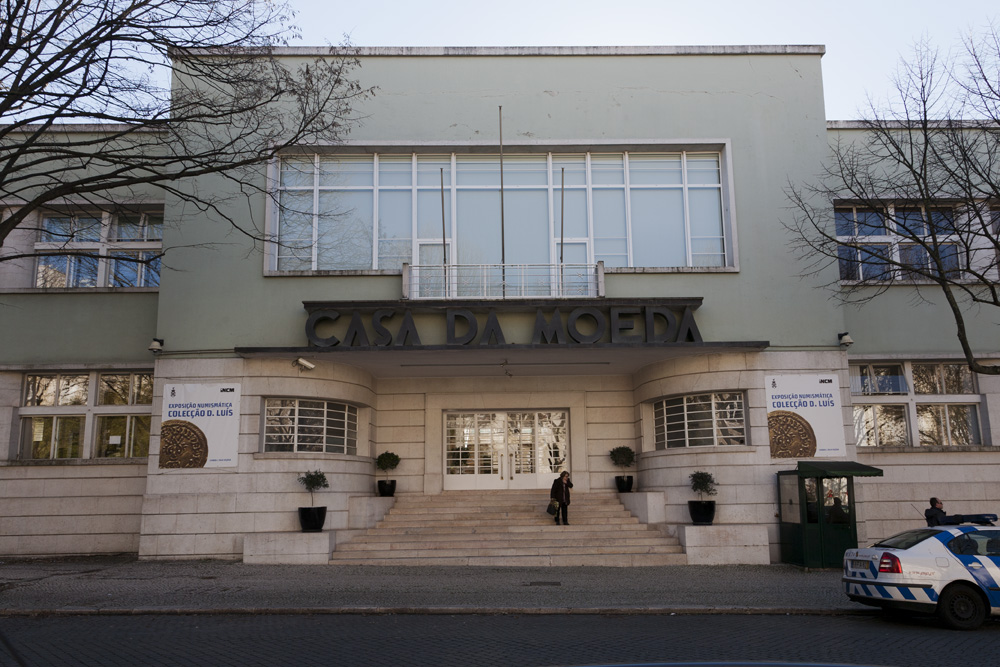

### Colegio de Santa Doroteia

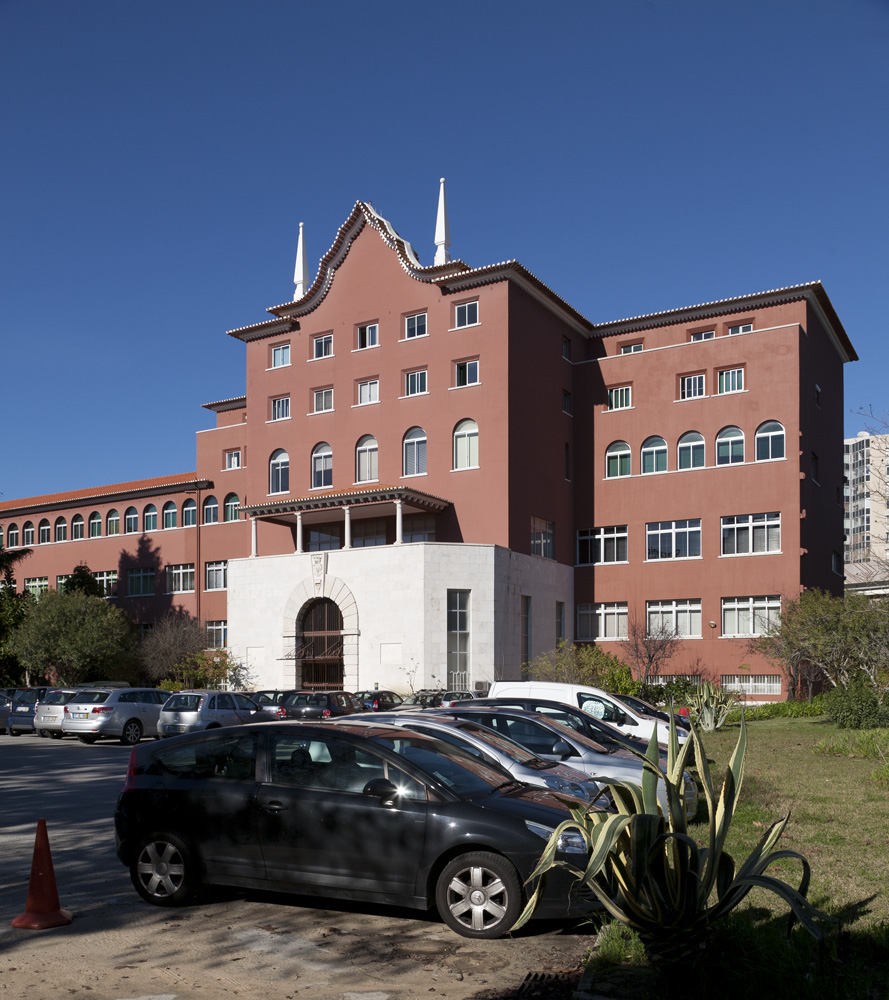

### Pabellón de Portugal, Feria Internacional de Nueva York

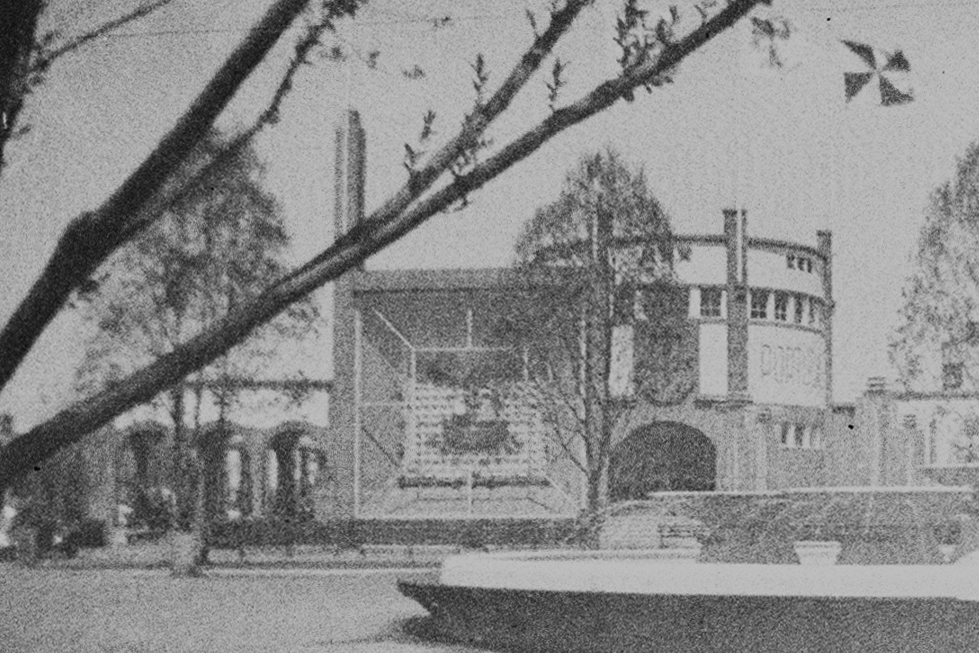
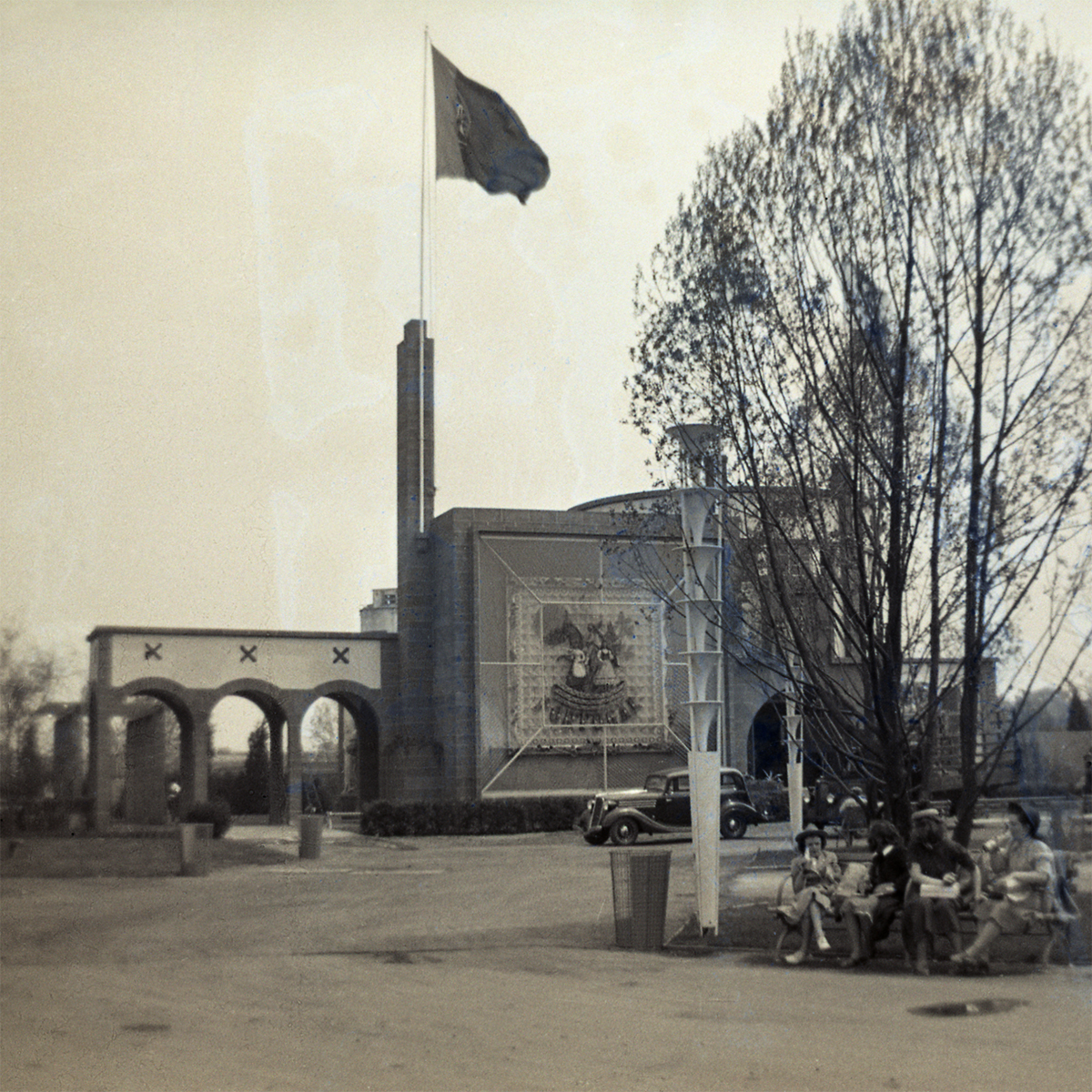

### Bloques de viviendas, Av. de Brasil

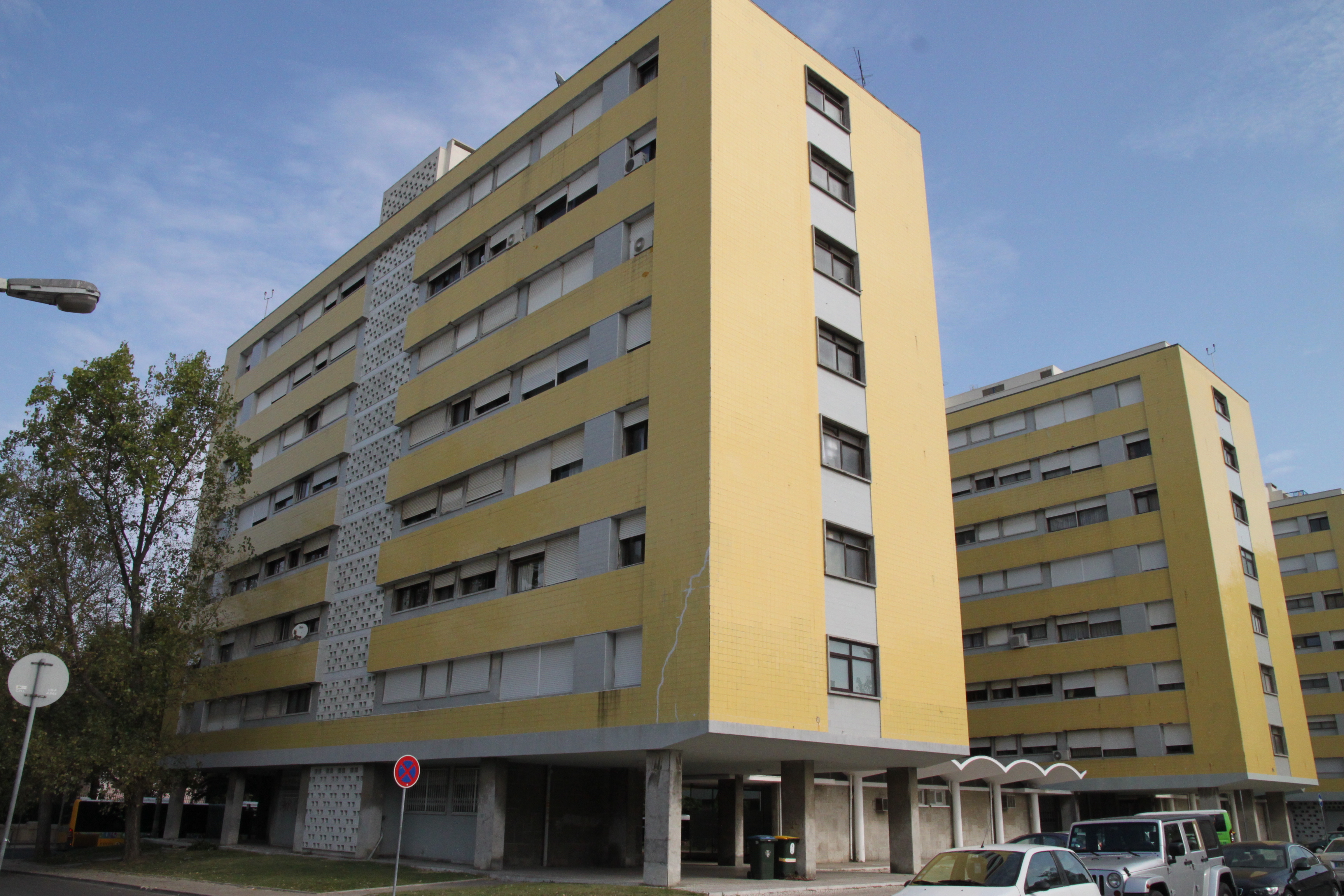
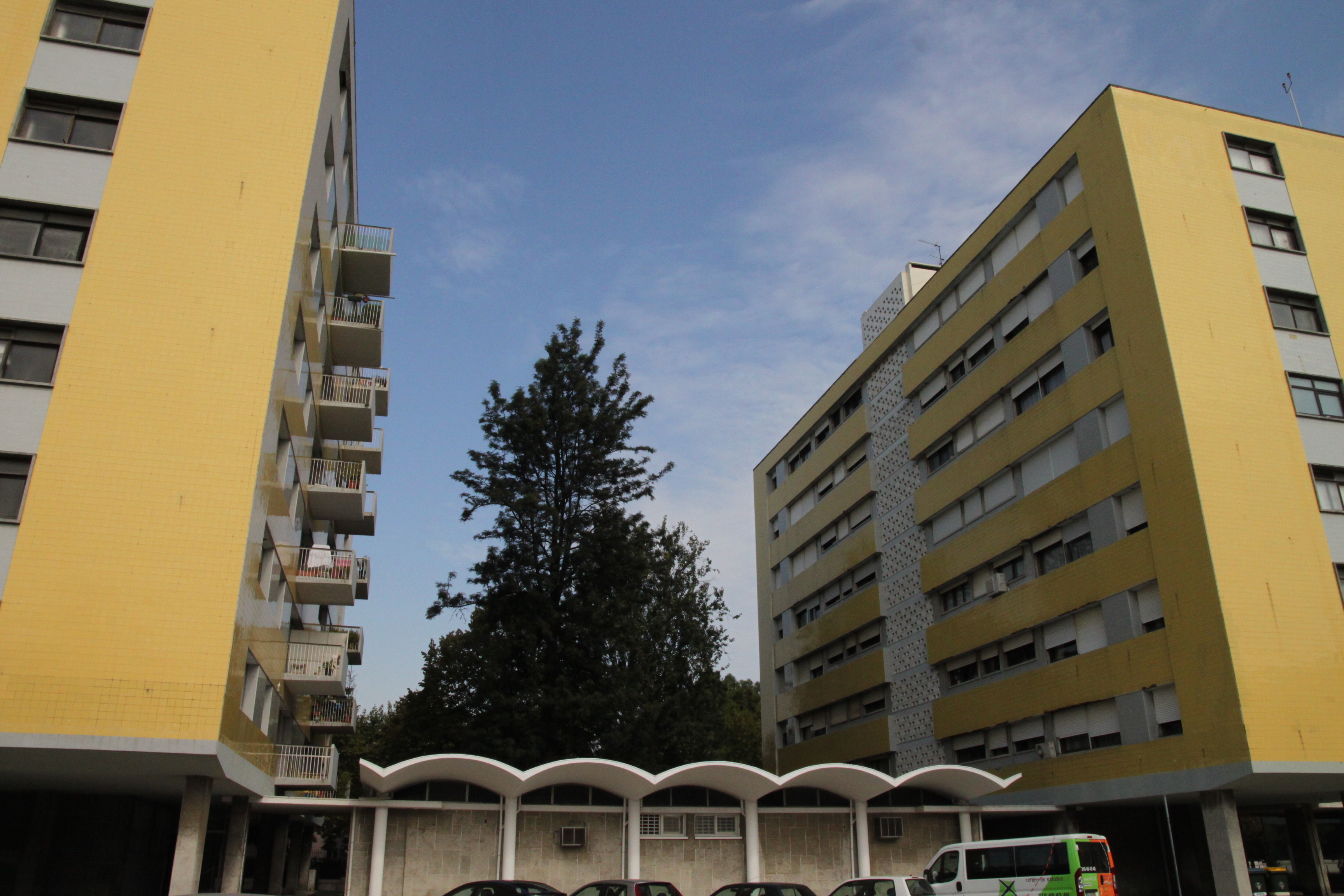